# Hidegség
Hidegség is een dorp in West-Hongarije, in het comitaat Győr-Moson-Sopron. Het dorp ligt 15 km oostelijk van Fertőrákos, en op ca 20km ten oosten van Sopron aan de Neusiedlersee.
Hidegség is een langgerekt dorp met een aardig kerkje. Wat er van de fresco's nog te zien is, behoort tot de oudste voorbeelden van de romaanse kunst in Hongarije. Het kerkje is meestal gesloten en je moet naar de sleutels vragen, naar een boerin die daar in de buurt woont. Deze St.-Andreaskerk, met een halfronde apsis, werd al in de 12e eeuw gebouwd. Twee eeuwen later volgde de uitbreiding met een schip in gotische stijl. In de 19e eeuw maakte men de kerk iets langer. Na 1970 werd de oorspronkelijke ronde kerk van de aangebouwde delen gescheiden, opdat het Romaanse uiterlijk duidelijk op kan vallen.